# Langues mazatèques
Les langues mazatèques sont un groupe de langues otomangues parlées au Mexique.

## Classification
Les langues mazatèques forment un sous-groupe des langues popolocas. Celles-ci sont rattachées à la famille oto-mangue.

## Liste des langues
Les variétés de parlers mazatèques sont généralement qualifiées de dialectes. Ce terme ne signifie pas nécessairement qu'ils soient intercompréhensibles les uns par rapport aux autres.
Liste non exhaustive : 
- mazatèque de Chiquihuitlan ;
- mazatèque central :
  - mazatèque de Huautla ;
  - mazatèque d’Ayautla ;
  - mazatèque de Mazatlán ;
- mazatèque d’Eloxochitlán ;
- mazatèque d’Ixcatlán ;
- mazatèque de Jalapa ;
- mazatèque de Soyaltepec.

## Répartition géographique
Les Mazatèques sont installés principalement au nord de l'État de Oaxaca et au sud des États de Veracruz et Puebla.

## Sources
- (mzi) Carlos Mejía Carrera, Feliciano Cházarez Vargas, Berenice Hernández Mendoza Montserrat et Diego Mendoza Hernández, Xujun kjuatéxumare Énná = Norma de escritura del idioma mazateco, Instituto Nacional de Lenguas Indígenas, 2022, 480 p. (ISBN 978-607-8669-44-8, lire en ligne )
- (en) Annette Veerman-Leichsenring, « Popolocan independent personnal pronouns: comparison and reconstruction », International Journal of American Linguistics, vol. 66, no 3,‎ 2000, p. 318-359 (DOI 10.1086/466428, JSTOR 1265625)